# Psiloscirtus flavipes
Psiloscirtus flavipes är en insektsart som först beskrevs av Giglio-tos 1898.  Psiloscirtus flavipes ingår i släktet Psiloscirtus och familjen gräshoppor. Inga underarter finns listade i Catalogue of Life.